# Грісаленья
Грісаленья (ісп. Grisaleña) — муніципалітет в Іспанії, у складі автономної спільноти Кастилія-і-Леон, у провінції Бургос. Населення — 43 особи (2010).
Муніципалітет розташований на відстані близько 240 км на північ від Мадрида, 43 км на північний схід від Бургоса.

## Демографія
Динаміка населення (INE ):